# Coco (danse)
Pour les articles homonymes, voir Coco.

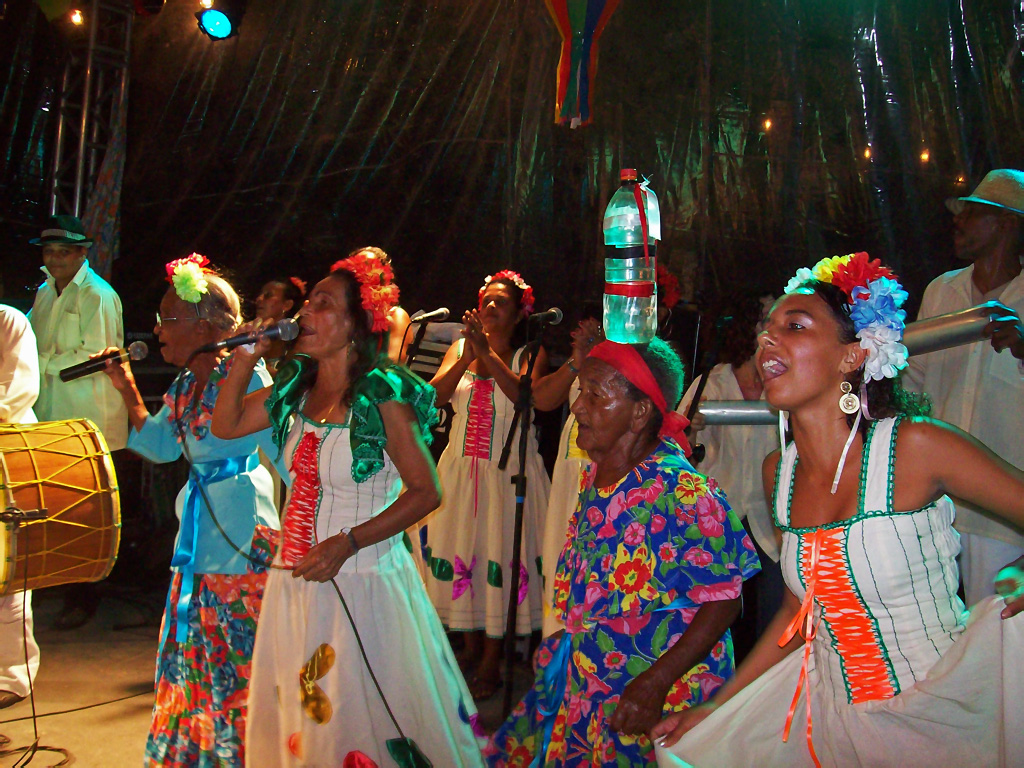
Danse brésilienne avec ses chanteuses

Le coco est un rythme et une danse originaires de la région du Nord-Est du Brésil.

## Histoire
D'origine lointaine, le coco est apparu dans les sucreries de l'ancienne capitainerie de Pernambouc (aujourd'hui les États de Pernambouc, Alagoas et Paraíba), avec des influences de tambours africains et de danses indigènes. La première référence au coco date de la seconde moitié du XVIIIe siècle,.

## Caractéristiques
Coco signifie « tête », d'où vient l'idée des musiques de lettres simples. Avec une influence africaine, le coco est une danse accompagnée de chants et exécutée en paires, en files ou en cercles pendant la période de fêtes populaires du littoral et du sertão du nord-est brésilien. Elle a reçu de nombreux noms différents, tels que pagode, zambê, coco de usina, coco de roda, coco de embolada, coco de praia, coco do sertão, coco de umbigada, et d'autres lui donnent le nom de l'instrument le plus caractéristique de la région dans laquelle elle est exécutée, comme le coco de ganzá et le coco de zambê. Chaque groupe recrée la danse et la transforme en fonction de la population locale,,,.
Le son caractéristique vient de quatre instruments (le ganzá, le surdo, le pandeiro et le triangle), mais celui qui marque vraiment le rythme c'est la frappe accélérée des tamancos. Ces sandales en bois sont presque considérées comme un cinquième instrument. Sa sonorité est complétée par les applaudissements pendant la danse.